# أندي وليامز (لاعب كرة قدم بريطاني)
أندي وليامز (بالإنجليزية: Andy Williams)‏ (29 يوليو 1962 ببرمنغهام في المملكة المتحدة - ) هو لاعب كرة قدم بريطاني في مركز الوسط. لعب مع بورت فايل وكوفنتري سيتي وليدز يونايتد ونادي روذرهام يونايتد ونوتس كاونتي وهال سيتي وهدرسفيلد تاون ونادي سكاربورو.

## وصلات خارجية
- أندي وليامز على موقع قاعدة بيانات كرة القدم.إي يو (الإنجليزية)
- أندي وليامز على موقع Soccerbase.com (لاعب) (الإنجليزية)